# Entomobrya handschini
Entomobrya handschini is een springstaartensoort uit de familie van de Entomobryidae. De wetenschappelijke naam van de soort is voor het eerst geldig gepubliceerd in 1922 door Stach.